# Státní znak České a Slovenské Federativní Republiky
Státní znak České a Slovenské Federativní Republiky byl přijat 20. dubna 1990.

## Popis a historie
Státním znakem ČSFR byl čtvrcený štít, v jehož prvním a čtvrtém poli se nachází malý znak České republiky – stříbrný dvouocasý lev ve skoku se zlatou zbrojí a zlatou korunou na červeném poli, ve druhém a třetím poli pak znak Slovenska – modré trojvrší s prostřední horou vyšší než obě postranní, na ní je bílý dvojitý kříž s rozšířenými rameny. Ramena kříže jsou na koncích rozšířená a vyhloubená, vrchy jsou oblé. Autorem výtvarného provedení dle návrhů Jiřího Loudy se stal Joska Skalník.
Podoba znaku je výsledkem nároků Slovenska, jehož poslanci požadovali minimálně 50 % plochy znaku na důkaz rovnosti obou subjektů federace (tj. zavržení varianty slovenského trojvrší či Kriváně na hrudi českého lva). Protože půlený znak by do jisté míry připomínal státní znak Maďarska a také by došlo k značné deformaci figur, heraldici tuto variantu zavrhli a přiklonili se k variantě se štítem čtvrceným. Obdobný znak byl ve stejné době zvolen i pro Českou republiku.
Po velmi složitých jednáních byl znak konečně přijat ústavním zákonem č. 102/1990 Sb. z 20. dubna 1990. Státní znak ČSFR byl také vyobrazen na vlajce prezidenta republiky používané v letech 1990–1992.

### Oficiální popis
Oficiální popis státního znaku podle ústavního zákona 102/1990:
| „ | Státní znak České a Slovenské Federativní Republiky tvoří čtvrcený štít, ve kterém v prvním a čtvrtém červeném poli je stříbrný dvouocasý řvoucí lev ve skoku vpravo hledící, se zlatými drápy, zlatým vyplazeným jazykem a zlatou heraldickou korunou. Ve druhém a třetím červeném poli je stříbrný dvojitý kříž vztyčený na středním vyvýšeném vršku modrého trojvrší. Čtvrcení znaku je vyznačeno stříbrnou linkou. | “ |

## Znaky zemí v rámci federace
V rámci federace používala Česká republika i Slovenská republika navíc své vlastní státní znaky.

### Česko
Malý a Velký státní znak České republiky, podle návrhů Jiřího Loudy, přijala Česká národní rada zákonem čís. 67/1990 Sb. ze dne 13. března 1990.
- Oficiální popis Velkého znaku:

| „ | Velký státní znak České republiky tvoří čtvrcený štít, ve kterém v prvním a čtvrtém červeném poli je stříbrný dvouocasý řvoucí lev ve skoku vpravo hledící se zlatými drápy, zlatým vyplazeným jazykem a zlatou heraldickou korunou. Ve druhém modrém poli je stříbro červeně šachovaná orlice vpravo hledící se zlatým zobákem, zlatými pařáty a zlatou heraldickou korunou. Ve třetím zlatém poli je černá orlice vpravo hledící s červeným zobákem, červenými pařáty, zlatou heraldickou korunou a stříbrnou pružinou na prsou zakončenou jetelovými trojlístky a uprostřed zdobenou křížkem. | “ |

- Oficiální popis Malého znaku:

| „ | Malý státní znak České republiky tvoří červený štít, na kterém je stříbrný dvouocasý řvoucí lev ve skoku vpravo hledící se zlatými drápy, zlatým vyplazeným jazykem a zlatou heraldickou korunou. | “ |

### Slovensko
O podobě slovenského znaku rozhodla Slovenská národní rada již 1. března 1990 zákonem čís. 50/1990 Sb.
- Oficiální popis znaku Slovenska:

| „ | Štátny znak Slovenskej republiky tvorí na červenom ranogotickom štíte dvojitý strieborný kríž vztýčený na strednom vyvýšenom vršku modrého trojvršia. | “ |

## Rozpad ČSFR
Po zániku federace přijaly nástupnické státy Česko a Slovensko své znaky používané v rámci federace za oficiální státní symboly. Jedinou změnou bylo pouze to,že u malého znaku byl španělský štít pozměněn na gotický.

Malý státní znak ČR (1990–1992)
Malý státní znak ČR
Velký státní znak ČR
Státní znak Slovenska